# Boraqčin

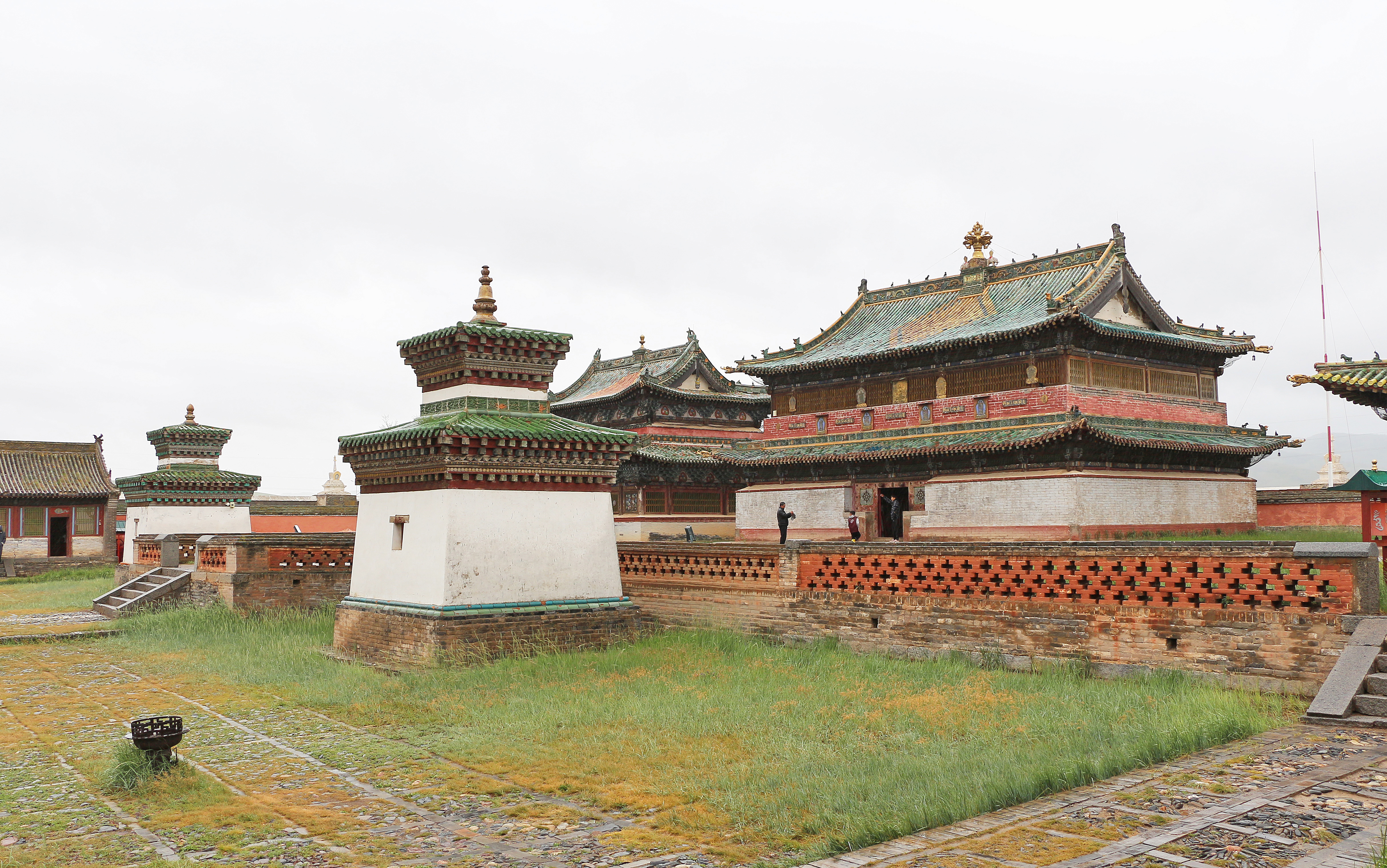
Chrám Erdene Zuu v Karakoru

Boraqčin byla první a nejstarší manželka Ögedeje, třetího syna Čingischána. Nejspíše pocházela stejně jako on z kmene Chongirati. Z jejich manželství se narodilo několik dětí, ale žádné se nedožilo dospělosti. Sama Boragčin zemřela v hlavním městě Mongolské říše Karakoru.
Čínsko-mongolský nápis z roku 1240 zmiňuje „Yeke Qadun“ neboli „velkou císařovnu“ a někteří učenci ztotožňují tuto postavu s Boraqčin, zatímco jiní tvrdí, že nápis odkazuje na druhou manželku Ögedeje, na Töregen Khatun.